# فهرست بزرگ‌ترین شرکت‌های هواپیمایی آسیا
فهرست بزرگترین شرکت‌های هواپیمایی آسیا، فهرستی بر پایه اندازه ناوگان و مجموع مسافرهای منتقل شده در بازه‌های ۱۲ ماهه می‌باشد، که در فاصله سال‌های ۲۰۰۹ تا ۲۰۱۳ رتبه‌بندی شده‌اند. در لیست زیر در ستون سال ۲۰۱۴، اطلاعات درج شده، تنها متعلق به ۴ ماه نخست این سال (تا ماه آوریل) محاسبه شده، که قاعدتأ در رتبه‌بندی شرکت‌ها، دخالت مستقیم نداشته‌است. کلیه اعداد زیر ستون‌های سال‌ها، بر پایه میلیون درج شده‌اند.
| رتبه | شرکت هواپیمایی              | ۲۰۱۴ | ۲۰۱۳ | ۲۰۱۲ | ۲۰۱۱ | ۲۰۱۰ | ۲۰۰۹ | مسافر ناوگان | مقصدها | منبع                                              | اتحادیه      |
| ---- | --------------------------- | ---- | ---- | ---- | ---- | ---- | ---- | ------------ | ------ | ------------------------------------------------- | ------------ |
| ۱    | هواپیمایی شرقی چین ^        | ۲۶٫۹ | ۷۹٫۱ | ۷۳٫۱ | ۶۸٫۷ | ۶۴٫۹ | ۴۴   | ۴۵۱          | ۱۵۷    |                                                   | اسکای‌تیم     |
| ۲    | هواپیمایی جنوبی چین         | -    | ۶۴٫۵ | ۶۱٫۸ | ۵۸٫۷ | ۵۷٫۷ | ۴۹٫۴ | ۴۵۲          | ۱۹۳    |                                                   | اسکای‌تیم     |
| ۳    | ایر چاینا                   | -    | ۵۱   | ۴۹٫۷ | ۴۸٫۵ | ۴۶٫۲ | ۳۹٫۸ | ۳۱۵          | ۱۸۵    |                                                   | استار الاینس |
| ۴    | آل نیپون ایرویز ^           | ۱۱٫۷ | ۴۵٫۱ | ۴۴٫۷ | ۴۱٫۹ | ۴۶٫۴ | ۵۰٫۴ | ۲۳۶          | ۸۲     |                                                   | استار الاینس |
| ۵    | هواپیمایی امارات ^          | -    | ۴۴٫۵ | ۳۹٫۴ | ۳۴   | ۳۱٫۴ | ۲۷٫۵ | ۲۱۹          | ۱۳۳    |                                                   | n/a          |
| ۶    | ایرآسیا ^                   | ۱۱٫۴ | ۴۲٫۶ | ۳۴٫۱ | ۲۹٫۹ | ۲۵٫۷ | ۲۲٫۷ | ۱۶۹          | ۸۸     |                                                   | n/a          |
| ۷    | خطوط هوایی ژاپن ^           | ۹٫۳  | ۳۸٫۶ | ۳۷٫۶ | ۳۵٫۴ | ۴۴٫۷ | ۴۸   | ۱۱۶          | ۹۲     |                                                   | وان‌ورلد      |
| ۸    | لاین ایر ^                  | -    | ۳۷٫۹ | ۳۲   | ۲۷   | ۲۰٫۵ | -    | ۱۰۱          | ۷۹     |                                                   | n/a          |
| ۹    | کاتای پسیفیک ^              | ۱۰٫۲ | ۲۹٫۹ | ۲۹   | ۲۷٫۶ | ۲۶٫۸ | ۲۳٫۳ | ۱۱۴          | ۱۱۲    |                                                   | وان‌ورلد      |
| ۱۰   | هاینان ایرلاینز ^           | -    | ۲۶٫۳ | ۲۲٫۶ | ۲۰٫۵ | ۱۸٫۶ | ۱۷٫۹ | ۱۲۷          | ۹۰     |                                                   | n/a          |
| ۱۱   | هواپیمایی سعودی             | -    | ۲۵٫۲ | ۲۴٫۳ | ۲۲٫۵ | ۱۸٫۲ | ۱۸٫۶ | ۱۵۳          | ۱۱۸    |                                                   | اسکای‌تیم     |
| ۱۲   | گارودا ایندونزیا            | ۶٫۴  | ۲۵   | ۲۰٫۴ | ۱۷٫۱ | ۱۲٫۵ | -    | ۱۴۰          | ۷۶     |                                                   | اسکای‌تیم     |
| ۱۳   | هواپیمایی کره ^             | -    | ۲۳٫۶ | ۲۴   | ۲۳٫۳ | ۲۲٫۹ | ۲۰٫۴ | ۱۵۳          | ۱۱۶    |                                                   | اسکای‌تیم     |
| ۱۴   | تای ایرویز اینترنشنال ^     | ۴٫۸  | ۲۱٫۵ | ۲۰٫۶ | ۱۸٫۴ | ۱۸٫۲ | ۱۸٫۵ | ۹۵           | ۷۸     |                                                   | استار الاینس |
| ۱۵   | شنژن ایرلاینز               | -    | ۲۰   | ۲۱٫۵ | ۱۸٫۳ | ۱۷٫۶ | ۱۵٫۱ | ۱۳۶          | ۷۴     |                                                   | استار الاینس |
| ۱۶   | ایندی‌گو                     | -    | ۱۹٫۳ | ۱۵٫۸ | -    | -    | -    | ۷۷           | ۳۶     |                                                   | n/a          |
| ۱۷   | سنگاپور ایرلاینز ^          | ۵٫۲  | ۱۸٫۷ | ۱۸٫۱ | ۱۶٫۹ | ۱۶٫۶ | ۱۶٫۵ | ۱۰۴          | ۶۲     |                                                   | استار الاینس |
| ۱۸   | ژیامن ایرلاینز              | -    | ۱۸٫۶ | ۱۶٫۸ | ۱۵٫۳ | ۱۳٫۶ | ۱۱٫۱ | ۱۰۲          | ۵۹     |                                                   | اسکای‌تیم     |
| ۱۹   | قطر ایرویز ^                | -    | -    | ۱۸   | ۱۷   | ۱۶   | ۱۴   | ۱۵۲          | ۱۳۳    |                                                   | وان‌ورلد      |
| ۲۰   | جت ایرویز ^                 | ۲٫۹  | -    | ۱۷٫۴ | ۱۶٫۲ | ۱۴٫۲ | ۱۵٫۶ | ۱۱۴          | ۶۹     |                                                   | n/a          |
| ۲۱   | ایر ایندیا ^                | -    | ۱۷٫۳ | ۱۶   | -    | ۱۵   | ۱۳   | ۱۱۳          | ۹۰     |                                                   | استار الاینس |
| ۲۲   | هواپیمایی مالزی ^           | ۴٫۳  | ۱۷٫۲ | ۱۳٫۴ | ۱۳٫۳ | ۱۳٫۱ | ۱۱٫۹ | ۱۰۵          | ۶۱     |                                                   | وان‌ورلد      |
| ۲۳   | آسیانا ایرلاینز ^           | -    | ۱۶٫۳ | ۱۵   | ۱۴٫۷ | ۱۳٫۹ | ۱۲٫۴ | ۸۳           | ۱۰۸    |                                                   | استار الاینس |
| ۲۴   | ویتنام ایرلاینز             | -    | ۱۵   | ۱۴   | -    | -    | ۹٫۳  | ۸۷           | ۵۲     |                                                   | اسکای‌تیم     |
| ۲۵   | سیچوان ایرلاینز             | -    | -    | ۱۴٫۴ | ۱۲٫۹ | ۱۰٫۷ | ۹٫۲  | ۸۱           | ۶۰+    |                                                   | n/a          |
| ۲۶   | شاندونگ ایرلاینز            | -    | ۱۴   | ۱۲٫۵ | -    | -    | -    | ۷۵           | ۶۰     |                                                   | n/a          |
| ۲۷   | سبو پسیفیک                  | -    | ۱۳٫۳ | ۱۲٫۳ | ۱۰٫۵ | ۹٫۶  | -    | ۵۰           | ۵۸     |                                                   | n/a          |
| ۲۸   | اسپایس‌جت ^                  | -    | -    | ۱۲٫۷ | ۱۰٫۹ | ۸٫۶  | ۶٫۶  | ۵۸           | ۵۴     |                                                   | n/a          |
| ۲۹   | هواپیمایی اتحاد             | -    | ۱۱٫۵ | ۱۰٫۳ | ۸٫۴  | -    | -    | ۹۴           | ۹۶     |                                                   | n/a          |
| ۳۰   | چاینا ایرلاینز ^            | -    | -    | ۱۱٫۴ | -    | ۱۱٫۳ | ۱۰   | ۷۷           | ۹۸     |                                                   | اسکای‌تیم     |
| ۳۱   | هواپیمایی فیلیپین ^         | -    | ۱۱٫۲ | ۱۲٫۷ | -    | -    | -    | ۵۵           | ۷۹     |                                                   | -            |
| ۳۲   | اسپرینگ ایرلاینز            | -    | -    | ۹٫۱  | ۷٫۲  | ۵٫۹  | ۴٫۳  | ۳۹           | ۳۴     |                                                   | -            |
| ۳۳   | اوا ایر                     | -    | ۸    | ۷٫۵  | -    | -    | -    | ۶۱           | ۷۳     |                                                   | استار الاینس |
| ۳۴   | گلف ایر                     | -    | -    | -    | ۷٫۱  | -    | ۵٫۷  | ۲۶           | ۳۲     |                                                   | -            |
| ۳۵   | هواپیمایی ایرعربیا          | -    | ۶٫۱  | ۵٫۳  | -    | -    | -    | ۳۵           | ۸۹     |                                                   | -            |
| ۳۶   | هواپیمایی بین‌المللی پاکستان | -    | -    | ۵٫۳  | ۶    | ۵٫۵  | ۵٫۵  | ۳۸           | ۶۲     | بایگانی‌شده در ۲۸ دسامبر ۲۰۱۳ توسط Wayback Machine | -            |
| ۳۷   | هواپیمایی ماهان             | -    | ۵٫۳  | -    | -    | -    | -    | ۵۳           | ۵۲     |                                                   | -            |
| ۳۸   | تایگرایر ^                  | -    | ۵٫۱  | ۴٫۴  | ۳٫۹  | -    | -    | ۲۶           | ۳۵     |                                                   | -            |
| ۳۹   | عمان ایر                    | -    | ۵    | ۴٫۴  | -    | -    | -    | ۳۰           | ۴۴     |                                                   | -            |
| ۴۰   | سریلانکان ایرلاینز          | -    | ۴٫۷  | ۴٫۳  | -    | -    | -    | ۲۳           | ۶۱     |                                                   | وان‌ورلد      |
| ۴۱   | ال عال                      | -    | ۴٫۴  | ۴٫۲  | -    | -    | -    | ۳۹           | ۴۰     |                                                   | -            |
| ۴۲   | ایر آستانه                  | -    | ۳٫۷  | ۳٫۲  | ۳٫۱  | ۲٫۵  | ۲٫۲  | ۳۲           | ۶۳     |                                                   | -            |
| ۴۳   | جانیاو ایرلاینز             | -    | -    | -    | -    | ۳٫۶  | -    | ۳۴           | ۳۸     |                                                   | -            |
| ۴۴   | الملکیه الاردنیه            | -    | -    | ۳٫۴  | ۳٫۲  | -    | -    | ۳۳           | ۶۱     |                                                   | وان‌ورلد      |
| ۴۵   | ایرآسیا ایکس                | -    | ۳٫۲  | ۲٫۶  | -    | -    | -    | ۱۸           | ۱۹     |                                                   | -            |
| ۴۶   | بانکوک ایرویز               | -    | -    | -    | ۳٫۱  | ۲٫۷  | -    | ۲۷           | ۲۳     |                                                   | -            |
| ۴۷   | ازبکستان ایرویز             | -    | ۲٫۷  | ۲٫۶  | -    | -    | -    | ۳۷           | ۵۸     |                                                   | -            |
| ۴۸   | کویت ایرویز                 | -    | -    | -    | -    | ۲٫۶  | -    | ۱۷           | ۳۴     |                                                   | -            |
| ۴۹   | هواپیمایی خاورمیانه         | -    | -    | ۲٫۲  | ۲٫۱  | -    | -    | ۱۹           | ۳۳     | بایگانی‌شده در ۹ آوریل ۲۰۱۴ توسط Wayback Machine   | اسکای‌تیم     |
| ۵۰   | هواپیمایی ترکمنستان         | -    | -    | ۱٫۸  | -    | -    | -    | ۲۵           | ۲۳     | بایگانی‌شده در ۱۳ آوریل ۲۰۱۴ توسط Wayback Machine  | -            |
| ۵۱   | ایر ماکائو                  | -    | ۱٫۸  | ۱٫۶  | ۱٫۴  | -    | -    | ۱۵           | ۲۳     |                                                   | -            |
| ۵۲   | جزیره ایرویز                | -    | ۱٫۱  | ۱٫۲  | ۱٫۳  | -    | -    | ۷            | ۱۵     |                                                   | -            |

پاورقی‌ها
- ^  بهمراه شانگهای ایرلاینز و چاینا یونایتد ایرلاینز.
- ^  بهمراه ایرآسیا فیلیپین، ایرآسیا اندونزی، ایرآسیا زست و تای ایرآسیا.
- ^  بهمراه ایر ژاپن، آنا وینگز و وانیلا ایر.
- ^  بهمراه جی-ایر و جال اکسپرس.
- ^  بر پایه اطلاعات سال مالی منتهی به ۳۱ مارس.
- ^  بهمراه باتیک ایر، وینگز ایر و تای لیون ایر.
- ^  بهمراه دراگون‌ایر.
- ^  بهمراه چانگان ایرلاینز، چاینا ژینهوا ایرلاینز و شان‌ژی ایرلاینز.
- ^  ایرلاینز اسکوت و سیلک‌ایر.
- ^  بهمراه جت‌کانکت و بر پایه اطلاعات سال مالی منتهی به ۳۱ مارس.
- ^  بهمراه ایر ایندیا اکسپرس، ایر ایندیا رجینال و بر پایه اطلاعات سال مالی منتهی به ۳۱ مارس.
- ^  بر پایه اطلاعات سال مالی منتهی به ۳۱ مارس.
- ^  بهمراه جین ایر.
- ^  بهمراه تای اسمایل.
- ^  بهمراه فایرفلای و ماس‌وینگز.
- ^  بهمراه ایر بوسان.
- ^  بر پایه اطلاعات سال مالی منتهی به ۳۱ مارس.
- ^  بهمراه ماندارین ایرلاینز.
- ^  بر پایه اطلاعات سال مالی منتهی به ۳۱ مارس.
- ^  بهمراه پال اکسپرس.